# Diócesis de New Ulm
La diócesis de New Ulm (en latín: Dioecesis Novae Ulmae y en inglés: Roman Catholic Diocese of New Ulm) es una circunscripción eclesiástica de la Iglesia católica en Estados Unidos. Se trata de una diócesis latina, sufragánea de la arquidiócesis de Saint Paul y Mineápolis. Desde el 12 de julio de 2022 su obispo es Chad William Zielinski.

## Territorio y organización
La diócesis tiene 25 535 km² y extiende su jurisdicción sobre los fieles católicos de rito latino residentes en 15 condados del estado de Minnesota: Big Stone, Brown, Chippewa, Kandiyohi, Lac Qui Parle, Lincoln, Lyon, McLeod, Meeker, Nicollet, Redwood, Renville, Sibley, Swift y Yellow Medicine.
La sede de la diócesis se encuentra en la ciudad de New Ulm, en donde se halla la Catedral de la Santísima Trinidad.
En 2021 en la diócesis existían 61 parroquias.

## Historia
La diócesis fue erigida el 18 de noviembre de 1957 con la bula Qui Christi voluntate del papa Pío XII, obteniendo el territorio de la arquidiócesis de Saint Paul (hoy arquidiócesis de Saint Paul y Mineápolis).

## Estadísticas
Según el Anuario Pontificio 2022 la diócesis tenía a fines de 2021 un total de 49 530 fieles bautizados.
| Año                                                                             | Población            | Población | Población      | Sacerdotes | Sacerdotes    | Sacerdotes    | Bautizados por sacerdote | Diáconos permanentes | Religiosos | Religiosos | Parroquias |
| Año                                                                             | Bautizados católicos | Total     | % de católicos | Total      | Clero secular | Clero regular | Bautizados por sacerdote | Diáconos permanentes | Varones    | Mujeres    | Parroquias |
| ------------------------------------------------------------------------------- | -------------------- | --------- | -------------- | ---------- | ------------- | ------------- | ------------------------ | -------------------- | ---------- | ---------- | ---------- |
| 1966                                                                            | 71 172               | 286 711   | 24.8           | 131        | 130           | 1             | 543                      |                      |            | 294        | 97         |
| 1970                                                                            | 72 061               | 295 827   | 24.4           | 120        | 120           |               | 600                      |                      |            |            | 97         |
| 1976                                                                            | 74 293               | 279 054   | 26.6           | 117        | 114           | 3             | 634                      | 1                    | 3          | 168        | 95         |
| 1980                                                                            | 72 337               | 281 000   | 25.7           | 107        | 98            | 9             | 676                      | 1                    | 9          | 178        | 94         |
| 1990                                                                            | 69 159               | 286 600   | 24.1           | 76         | 73            | 3             | 909                      | 4                    | 4          | 99         | 91         |
| 1999                                                                            | 69 840               | 278 780   | 25.1           | 90         | 89            | 1             | 776                      | 2                    |            | 86         | 81         |
| 2000                                                                            | 71 908               | 280 807   | 25.6           | 61         | 60            | 1             | 1178                     | 1                    | 2          | 82         | 82         |
| 2001                                                                            | 70 835               | 281 065   | 25.2           | 65         | 61            | 4             | 1089                     | 1                    | 5          | 85         | 82         |
| 2002                                                                            | 70 039               | 286 617   | 24.4           | 63         | 61            | 2             | 1111                     | 2                    | 5          | 85         | 82         |
| 2003                                                                            | 70 039               | 287 090   | 24.4           | 62         | 61            | 1             | 1129                     | 3                    | 2          | 85         | 82         |
| 2004                                                                            | 69 503               | 285 061   | 24.4           | 56         | 55            | 1             | 1241                     | 4                    | 1          | 68         | 82         |
| 2013                                                                            | 70 500               | 299 000   | 23.6           | 47         | 47            |               | 1500                     | 14                   |            | 57         | 76         |
| 2016                                                                            | 56 090               | 280 243   | 20.0           | 47         | 47            |               | 1193                     | 16                   |            | 43         | 75         |
| 2019                                                                            | 51 838               | 280 178   | 18.5           | 44         | 44            |               | 1178                     | 20                   |            | 36         | 69         |
| 2021                                                                            | 49 530               | 279 681   | 17.7           | 44         | 43            | 1             | 1125                     | 19                   | 1          | 22         | 61         |
| Fuente: Catholic-Hierarchy, que a su vez toma los datos del Anuario Pontificio. |                      |           |                |            |               |               |                          |                      |            |            |            |

## Episcopologio
- Alphonse James Schladweiler † (28 de noviembre de 1957-23 de diciembre de 1975 retirado)
- Raymond Alphonse Lucker † (23 de diciembre de 1975-17 de noviembre de 2000 renunció)
- John Clayton Nienstedt (12 de junio de 2001-24 de abril de 2007 nombrado arzobispo coadjutor de Saint Paul y Mineápolis)
- John Marvin LeVoir (14 de julio de 2008-6 de agosto de 2020 renunció)
- Chad William Zielinski, desde el 12 de julio de 2022